# Murtaza Khan (Horda d'Or)
Murtaza Khan fou kan de la Gran Horda, fill i successor d'Ahmad Khan el 1481, sota la superior autoritat del seu germà gran Sayyid Ahmad II.
El 1485 se l'esmenta en la lluita contra el Kanat de Crimea, i els fets són explicats de diverses maneres pels historiadors (vegeu Sayyid Ahmad II). El 1478 Murtaza, que buscava atreure a Nur Devlet a la seva causa, segurament per utilitzar-lo contra Meñli I Giray (germa de Nur Devlet), va enviar un delegat a Moscou amb una carta amable pel crimeà i un yarligh per Ivan III (peremptori) en què li ordenava enviar a Nur Devlet a Crimea; però Ivan III no va obeir i al contrari en va informar al kan de Crimea.
Hauria mort el 1491.